# Лапин, Иван Георгиевич
Иван Георгиевич Лапин (1916—1944) — старший лейтенант Рабоче-крестьянской Красной армии, участник Великой Отечественной войны, Герой Советского Союза (1943).

## Биография
Иван Лапин родился 23 декабря 1916 года в деревне Пешево (ныне — Лапино Нерехтского района Костромской области). После окончания шести классов школы работал трактористом в колхозе. В 1937—1939 годах Лапин был призван на службу в Рабоче-крестьянской Красной армии, окончил курсы младших лейтенантов. В 1941 году Лапин повторно был призван в армию. С февраля 1942 года — на фронтах Великой Отечественной войны. К сентябрю 1943 года гвардии старший лейтенант Иван Лапин командовал миномётной батареей 56-го гвардейского кавалерийского полка 14-й гвардейской кавалерийской дивизии 7-го гвардейского кавалерийского корпуса 61-й армии Центрального фронта. Отличился во время освобождения Украинской и Белорусской ССР.
16 сентября 1943 года батарея Лапина переправилась через Десну и приняла участие в боях под Новгородом-Северским. 17 сентября во время боя в районе села Ольшаное Черниговской области Украинской ССР батарея уничтожила 7 вражеских орудий и 2 миномёта, а затем открыла огонь по отходящему противнику, нанеся ему большие потери. 23 сентября 1943 года в районе села Перше Травня Городнянского района батарея Лапина уничтожила 7 артиллерийских орудий, 8 пулемётов, 3 танка противника. Отступивший противник бросил 3 орудия. 3 октября 1943 года батарея Лапина прикрывала переправу батальона через реку Брагинка в районе населённого пункта Колыбанские хутора Лоевского района Гомельской области Белорусской ССР, уничтожив 5 батарей, 8 миномётов, около 120 солдат и офицеров противника.
Указом Президиума Верховного Совета СССР от 24 декабря 1943 года за «образцовое выполнение боевых заданий командования на фронте борьбы с немецкими захватчиками и проявленные при этом мужество и героизм» гвардии старший лейтенант Иван Лапин был удостоен высокого звания Героя Советского Союза. Орден Ленина и медаль «Золотая Звезда» он получить не успел, так как 12 января 1944 года погиб в бою на территории Гомельской области. Похоронен в братской могиле на площади Труда в Гомеле.
Был также награждён двумя орденами Красной Звезды.
В честь Лапина переименована его родная деревня, названа улица в Гомеле.